# Pinelia

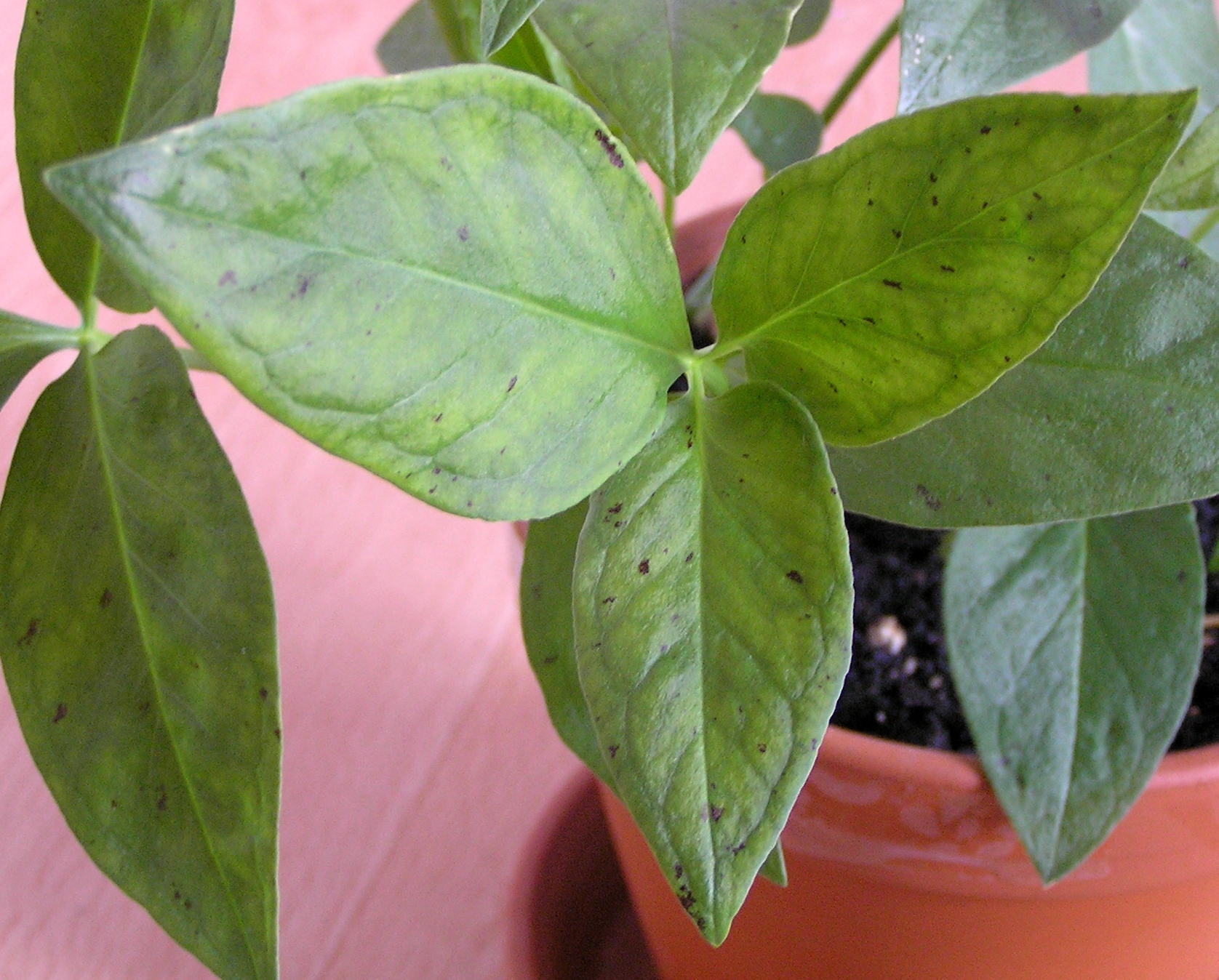
Liść pinelii trójlistkowej

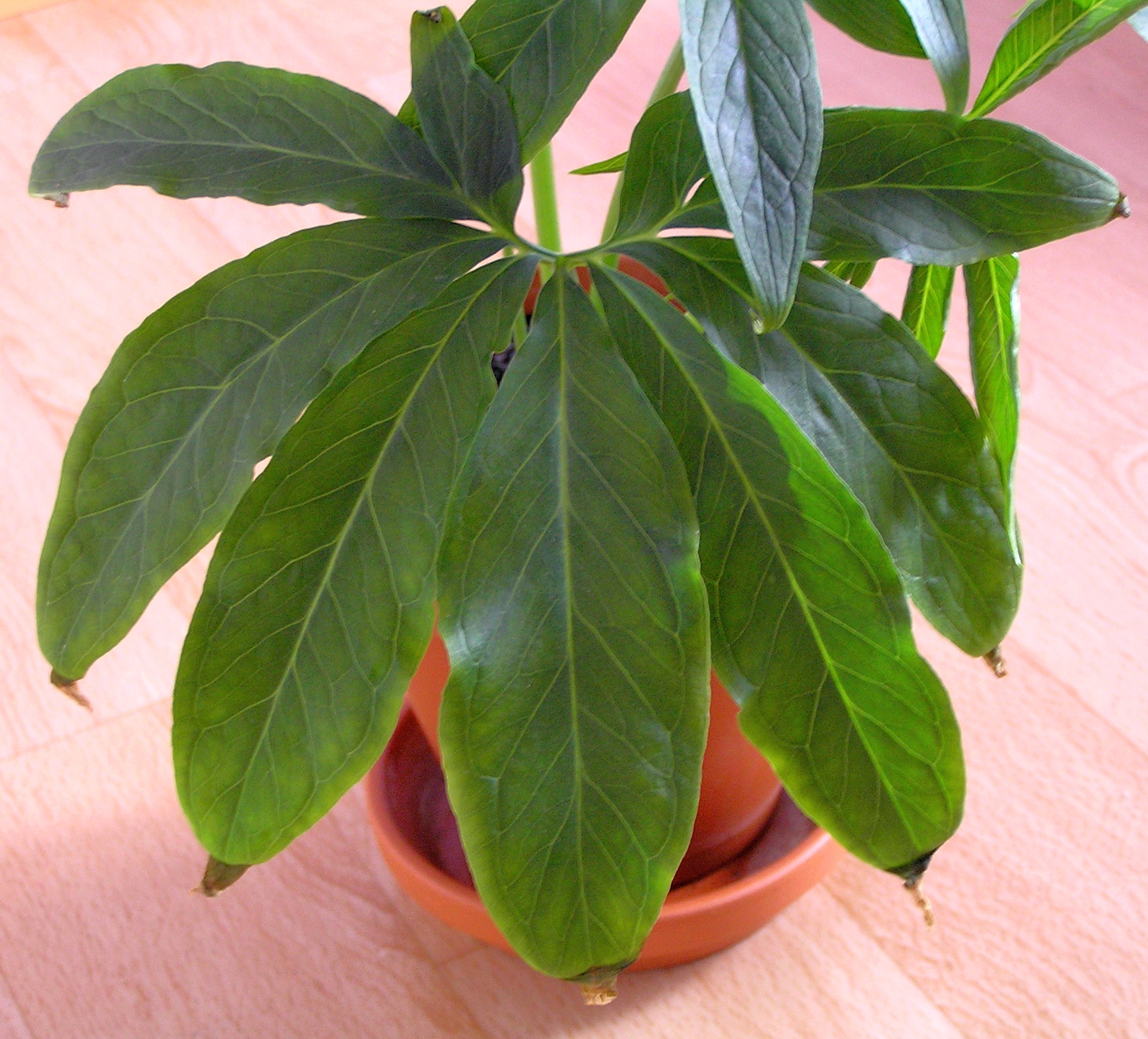
Liść Pinellia pedatisecta

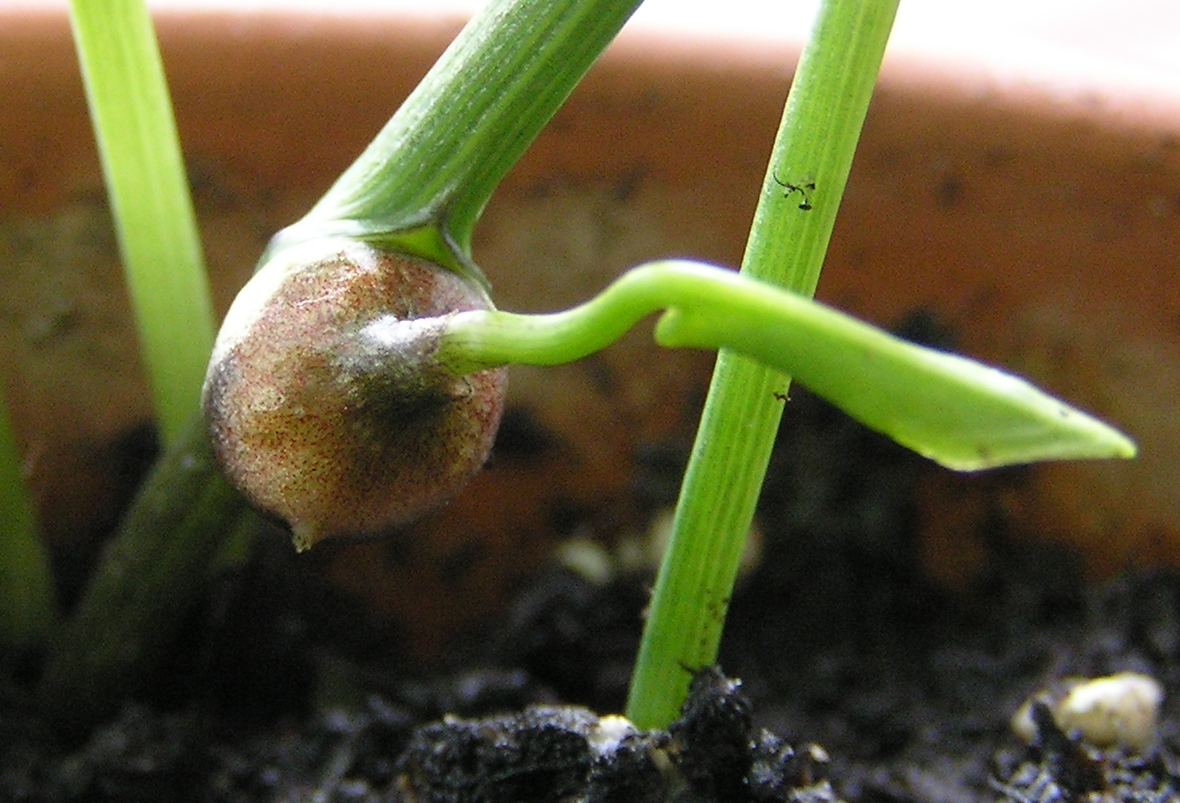
Bulwka pinelii trójlistkowej

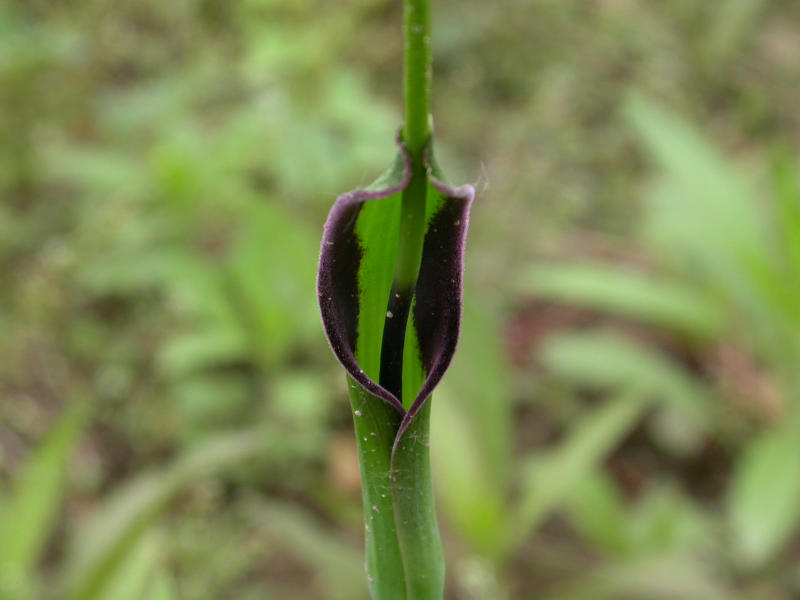
Kwiatostan pinelii trójlistkowej

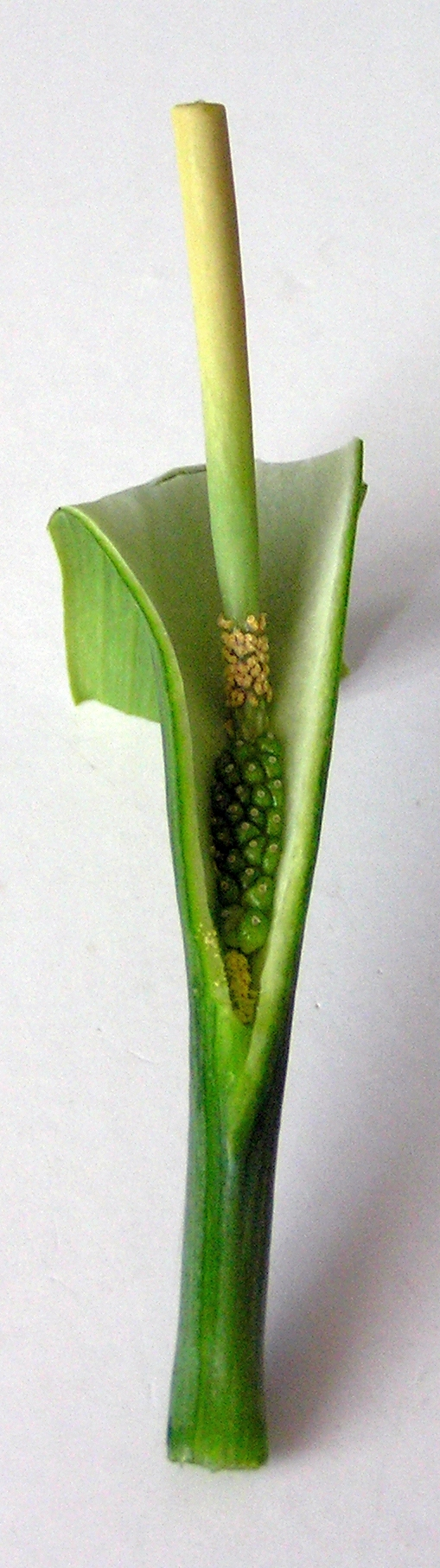
Budowa kwiatostanu Pinellia pedatisecta

Pinelia (Pinellia Ten.) – rodzaj roślin zielnych, należący do rodziny obrazkowatych, liczący 9 gatunków pochodzących z regionów klimatu umiarkowanego wschodniej Azji: Chin, Korei i Japonii. Pinelia trójlistkowa i Pinellia tripartita zostały introdukowane w Europie, Ameryce Północnej i Australii. Nazwa naukowa rodzaju została nadana na cześć włoskiego botanika Giovanni Vincenzo Pinelliego, żyjącego w XVI wieku.

## Morfologia
PokrójKępiaste rośliny zielne o maksymalnej wysokości od 15 cm (Pinellia integrifolia) do 70 cm (P. pedatisecta i P. polyphylla).
ŁodygaWiększość gatunków tworzy cebulopodobną, niemal okrągłą bulwę pędową o średnicy, w zależności od gatunku, od 1 do 6 cm. P. fujianensis tworzy cylindryczne kłącze o wymiarach 1,4×3,5 cm. Na pędach podziemnych powstają bulwki – wokół bulwy lub wokół pochew liściowych (w przypadku gatunków bulwiastych) i na końcach kłącza (w przypadku gatunku kłączastego). U niektórych gatunków (np. P. cordata) bulwki powstają również na ogonkach oraz u podstawy blaszek liściowych.
LiścieOd 1 do 5 liści wyrasta na zielonych, niekiedy nakrapianych ogonkach. Blaszki liścia strzałkowate (np. P. fujianensis), sercowate (np. P. integrifolia), jajowate (np. P. polyphylla), trójklapowe (P. tripartita), trójlistkowe i wachlarzowatopalczaste (np. P. ternata) oraz wyłącznie wachlarzowatopalczaste (P. pedatisecta). W przypadku liści złożonych listki wydłużone, eliptyczne lub jajowate. Żyłki pierwszorzędowe pierzaste, schodzą się do żyłki brzegowej. Dalsze wiązki przewodzące siatkowate.
KwiatyRośliny jednopienne. Pojedynczy kwiatostan, typu kolbiastego pseudancjum, pojawia się razem z liśćmi. Szypułka zielona, krótsza lub niewiele dłuższa od ogonka. W dolnej części kwiatostanu pochwa tworzy lekko lub mocno zwężoną, elipsowatą lub jajowatą, zamkniętą komorę chroniącą kwiaty żeńskie. Nad komorą pochwa otwarta, wydłużona, eliptyczna lub łódkokształtna. Kolor pochwy od zielonego do purpurowego. Maksymalna długość pochwy od 5 cm (P. peltata) do 19 cm. (P. pedatisecta). Kolba dużo dłuższa niż pochwa, o maksymalnej długości od 10 cm (P. ternata) do 25 cm. (P. tripartita). W dolnej części, na której położone są kwiaty słupkowe, kolba przylega do pochwy. Strefa kwiatów męskich krótka, oddzielona od kwiatów żeńskich utworzoną przez pochwę przegrodą. Wyrostek kolby gładki, wydłużony i szydłowaty, często esowaty, wystający poza pochwę. Kwiaty jednopłciowe, bez okwiatu. Męskie 1-2-4-pręcikowe. Pręciki spłaszczone poprzecznie. Główki pręcika siedzące. Pylniki elipsowate. Kwiaty żeńskie z jajowatymi, jednokomorowymi zalążniami, zawierającymi u podstawy jeden zalążek na bardzo krótkim sznureczku. Szyjka słupka zwężona. Znamię słupka małe, wypukłe lub dyskoidalne.
OwoceZielone, żółtozielone lub białawe, podłużno-jajowate jagody. Nasiona eliptyczne, o nieregularnej łupinie lub gładkie. Zarodki położone w osi nasiona, wydłużone lub bardzo małe i niemal okrągłe.

## Biologia i ekologia
RozwójByliny, geofity, okresowo uśpione. Rośliny kwitną przeważnie od maja do czerwca/lipca. Pinellia cordata rozpoczyna kwitnienie w marcu, a P. integrifolia we wrześniu. Owocują przeważnie po 2 miesiącach.
SiedliskoRośliny rosną przeważnie w lasach, na łąkach, brzegach strumieni, a także na skalistych zboczach wzgórz, na wysokości do 800 - 2500 m (w zależności od gatunku). Pinellia ternata rośnie również na nieużytkach i dziko na polach uprawnych.
GenetykaLiczba chromosomów różni się w zależności od gatunku. Pinellia yaoluopingensis i P. pedatisecta: 2n=26; P. peltata: 2n=78; P. tripartita: 2n=26 lub 2n=52; P. cordata: 2n=72; pinelia trójlistkowa: 2n=130.

## Systematyka
Rodzaj należy do plemienia Arisaemateae, podrodziny Aroideae z rodziny obrazkowatych.
Gatunki
- Pinellia cordata N.E.Br.
- Pinellia fujianensis H.Li & G.H.Zhu
- Pinellia integrifolia N.E.Br.
- Pinellia pedatisecta Schott
- Pinellia peltata C.Pei
- Pinellia polyphylla S.L.Hu
- Pinellia ternata (Thunb.) Makino – pinelia trójlistkowa
- Pinellia tripartita (Blume) Schott
- Pinellia yaoluopingensis X.H.Guo & X.L.Liu

## Zastosowanie
Rośliny jadalnePędy podziemne Pinellia ternata uważane są za jadalne po wysuszeniu i ugotowaniu. Surowe są trujące.
Rośliny leczniczeBulwy roślin z gatunku Pinellia pedatisecta posiadają działanie przeciwwymiotne, przeciwzapalne, przeciwgorączkowe, wykrztuśne, pobudzające wydzielanie śliny, przeciwkrwotoczne oraz antynowotworowe. Są również stosowane do leczenia powiększonych węzłów chłonnych oraz zapaleń układu moczowego. W tradycyjnej medycynie chińskiej są składnikiem mieszanki do bezoperacyjnego usuwania kamieni żółciowych. Surowe bulwy są bardzo cierpkie i zawierają toksyny, które są neutralizowane przez suszenie lub macerowanie w herbacie lub occie.
Bulwy gatunku P. tripartita posiadają działanie przeciwwymiotne, przeciwkaszlowe, kardiotoniczne, moczopędne i wykrztuśne.
W tradycyjnej medycynie chińskiej sproszkowane pędy podziemne pinelii trójlistkowej, zwane ban xia, uznawane są na lek o działaniu przeciwwymiotnym, przeciwbólowym, przeciwzapalnym, wykrztuśnym, przeciwgorączkowym, ściągającym, przeciwhistaminowym, uspokajającym i pobudzającym wydzielanie śliny, a także obniżającym ciśnienie śródgałkowe. Stosowany jest również do wzmacniania śledziony, pozbywania się śluzu z płuc i żołądka oraz w mieszance do bezoperacyjnego usuwania kamieni żółciowych. Surowe bulwy są bardzo cierpkie i zawierają toksyny, które są neutralizowane przez suszenie lub macerowanie w herbacie lub occie. Z bulw tego gatunku, soku z kłączy imbiru oraz ługu produkuje się lek o nazwie zhi ban xia, o szczególnym działaniu przeciwgorączkowym, przeciwmalarycznym, przeciwkaszlowym, przeciwwymiotnym, ściągającym, przeczyszczającym i wywołującym poród. Bulwy tego gatunku zawierają ponad 269 składników czynnych, w tym: argininę, kwas asparaginowy, wapń, cholinę, kwas glutaminowy, żelazo, kwas isooleinowy, l-efedrynę, l-ramnozę, magnez, mangan, ornitynę, kwas palmitynowy, potas, serynę, sód i cynk
Rośliny ozdobneZ uwagi na atrakcyjne liście i ciekawe kwiatostany oraz mrozoodporność pinellie są cenionymi roślinami ogrodowymi. W uprawie spotyka się Pinellia cordata, Pinellia pedatisecta, pinelię trójlistkową i Pinellia tripartita oraz jej kultywary: 'Atropurpurea' z purpurowym wnętrzem pochwy kwiatostanu, 'Golden Dragon' i 'Silver Dragon' z odpowiednio żółtymi i szarymi plamkami na liściach oraz 'Polly Spout' z różowym wnętrzem pochwy kwiatostanu i długą, 25-centymetrową, różową kolbą.

## Uprawa
WymaganiaPinelie wymagają gleb kwaśnych, próchniczych i przepuszczalnych oraz stanowisk zacienionych i wilgotnych. W okresie spoczynku nie należy doprowadzać do przesuszenia podłoża. Są to rośliny mrozoodporne (strefy mrozoodporności od 6 do 9) i w Polsce mogą być pozostawione na zimę w gruncie.
RozmnażaniePinelie łatwo rozmnażają się z nasion, bulwek i bulw przybyszowych. Pinelia trójlistkowa jest w ogrodach gatunkiem bardzo ekspansywnym.